# Speckputsch

Kundgebung beim Speckputsch am unteren Markt

Als Speckputsch werden Unruhen in Bayreuth zwischen dem 17. und dem 20. Februar 1919 bezeichnet, die hauptsächlich durch Probleme bei der Nahrungsmittelversorgung ausgelöst wurden.

## Vorgeschichte
Wie anderswo gab es auch in Bayreuth das Bemühen, zu einer Umgestaltung des politischen Systems und zur Ablösung der Repräsentanten des alten Regimes zu gelangen. Neben den Befürwortern eines gewaltlosen Vorgehens gab es eine radikalere Bewegung, der neben den Spartakisten ein Umfeld wirtschaftlich und sozial deklassierter Menschen zuzurechnen war. Überwiegend waren Arbeiter und Handwerker beteiligt, d. h. soziale Schichten, die unter Arbeitslosigkeit, Lebensmittelknappheit und niedrigen Unterstützungsbeiträgen besonders zu leiden hatten.
Am 12. Januar 1919 fanden Wahlen zum Bayerischen Landtag und am 19. Januar 1919 zur Nationalversammlung statt. Während im Landesdurchschnitt die katholisch orientierte Bayerische Volkspartei (BVP) siegte, erreichten in Bayreuth Stadt und Land die Sozialdemokraten klar die absolute Mehrheit. In den städtischen Kollegien schlossen sich daraufhin deren konservative Gegner parteiübergreifend zur „Bürgerlichen Vereinigung“ zusammen. In den folgenden Wochen spitzte sich die Konfrontation der politischen Lager zu, etliche Scheiben gingen zu Bruch.

## Verlauf
Am Nachmittag des 17. Februar versammelten sich zwischen 16 und 17 Uhr am Mainflecklein mehrere hundert Personen und zogen als Demonstrationszug vor das Gebäude der örtlichen Tageszeitung Bayreuther Tagblatt. Nachdem die Rücknahme einer gegen den bayerischen Ministerpräsidenten Kurt Eisner (USPD) gerichteten beleidigenden Wendung durchgesetzt werden konnte, marschierte die Menge vor die Wohnung des Oberbürgermeisters Leopold von Casselmann und weiter zum Rathaus. Dort forderte eine dreiköpfige Abordnung Casselmanns Rücktritt sowie, unter anderem, Rechenschaft über die vermeintliche Verschiebung bedeutender Lebensmittelmengen an andere Städte.
Nachdem Casselmann einen sofortigen Rücktritt abgelehnt hatte und Beruhigungsversuche seitens der Stadtverwaltung fehlgeschlagen waren, wurde das Rathaus von der Menge gestürmt. Ein Magistratssekretär wurde verprügelt, dem örtlichen Führer der USPD gelang es schließlich, die Eindringlinge zum Rückzug zu bewegen. Bei anschließenden Ausschreitungen wurden Fensterscheiben des Buchdruckereibesitzers Leonhard Tripß (Vorstand des Gemeindekollegiums) eingeschlagen und Schäden bei einem Molkereibesitzer, einem Porzellanfabrikanten (Porzellanfabrik Walküre) und einem Major der Landwehr angerichtet. Im Laufe der Nacht wurde das Proviantamt heimgesucht und größere Mengen an Speck und Brot entwendet, die am folgenden Tag unter den Anhängern verteilt wurden.
Am Dienstag, den 18. Februar gegen 6 Uhr, beschlagnahmten 15 bis 20 mit Militärgewehren bewaffnete Personen „im Auftrag des revolutionären Komitees“ beim Autohaus Hensel das Auto des Landgerichtsarztes Ferdinand Düring. Später wurde das Offiziersdienstgebäude besetzt, aus dem Reservelazarett im Lehrerseminar wurden Lebensmittel im Wert von 1250 Mark geholt. Die Polizei wurde entwaffnet, in den Kasernen wurden die Telefonleitungen unbrauchbar gemacht und Munition sowie Maschinengewehre erbeutet. Im Hotel Wittelsbacher Hof wurde das Standquartier eingerichtet, der Hauptbahnhof, das Proviantamt und die Büroräume des Garnisonsältesten wurden besetzt. Der Telefonverkehr wurde unterbrochen, die Presse unter Vorzensur gestellt, alle erreichbaren Kraftfahrzeuge wurden requiriert. Am Justizpalast wurde die rote Fahne gehisst, gegenüber (vor dem Offizierskasino) und an weiteren Plätzen wurden Maschinengewehre in Stellung gebracht.
Die Hauptanliegen der „Unabhängigen“ waren
- die Rücknahme der staatlich angeordneten Kürzung der Erwerbslosenunterstützung[4]
- das Aufklären von vermeintlichen Lebensmittelverschiebungen
- der Rücktritt des Oberbürgermeisters
- die Verbesserung der Lebensmittelverteilung.

Das Bayreuther Bürgertum stand der Revolution abwartend, aber keineswegs konsequent ablehnend gegenüber. Kaufmännische und technische Angestellte stellten den sofort genehmigten Antrag auf Vertretung im Arbeiterrat, die Beamten gründeten einen Beamtenrat als berufsständische Interessenvertretung.
Der Aufstand ging unblutig zu Ende, Patrouillen von Chevaulegers übernahmen am 20. Februar 1919 die Kontrolle über die Stadt. Als Opfer gab es nur einen Toten – angeblich einen Putschisten, der zu viel gegessen hatte. Nachdem Oberbürgermeister Casselmann am 18. Februar 1919 auf Grund „wankenden Vertrauens eines gewissen Teiles der Bürgerschaft“ sein Rücktrittsgesuch eingereicht hatte, trat er am 30. Juni 1919 offiziell zurück.

## Nachspiel
Im Mai 1919 hatten sich 56 Teilnehmer des Speckputsches vor dem zu diesem Zweck eigens eingerichteten Volksgericht im Justizpalast zu Bayreuth zu verantworten, das als Vorläufer der späteren Sondergerichte anzusehen ist.
Ferdinand Düring machte im Jahr darauf bezüglich seines beschädigten Autos einen Schadenersatzanspruch von 429 Mark geltend. Die Forderung wurde wegen seines hohen Einkommens am 17. Dezember 1920 abschlägig beschieden.